# Salix alaxensis
Espèce
Classification APG III (2009)
Salix alaxensis, le saule d'Alaska (en anglais : Alaska willow et feltleaf willow (saule feutré)), est une espèce de plantes à fleurs de la famille des Salicaceae. C'est un saule originaire d'Amérique du Nord.

## Synonymie
- Salix speciosa var. alaxensis Andersson ;
- Salix speciosa Hook. & Arn. ;
- Salix limosa Trautv. ex Anderss. ;
- Salix baicalensis Turcz. ex Anderss. ;
- Salix alaxensis var. obovalifolia C.R.Ball ;
- Salix alaxensis f. obovalifolia (Ball) T.C. Brayshaw.

## Distribution

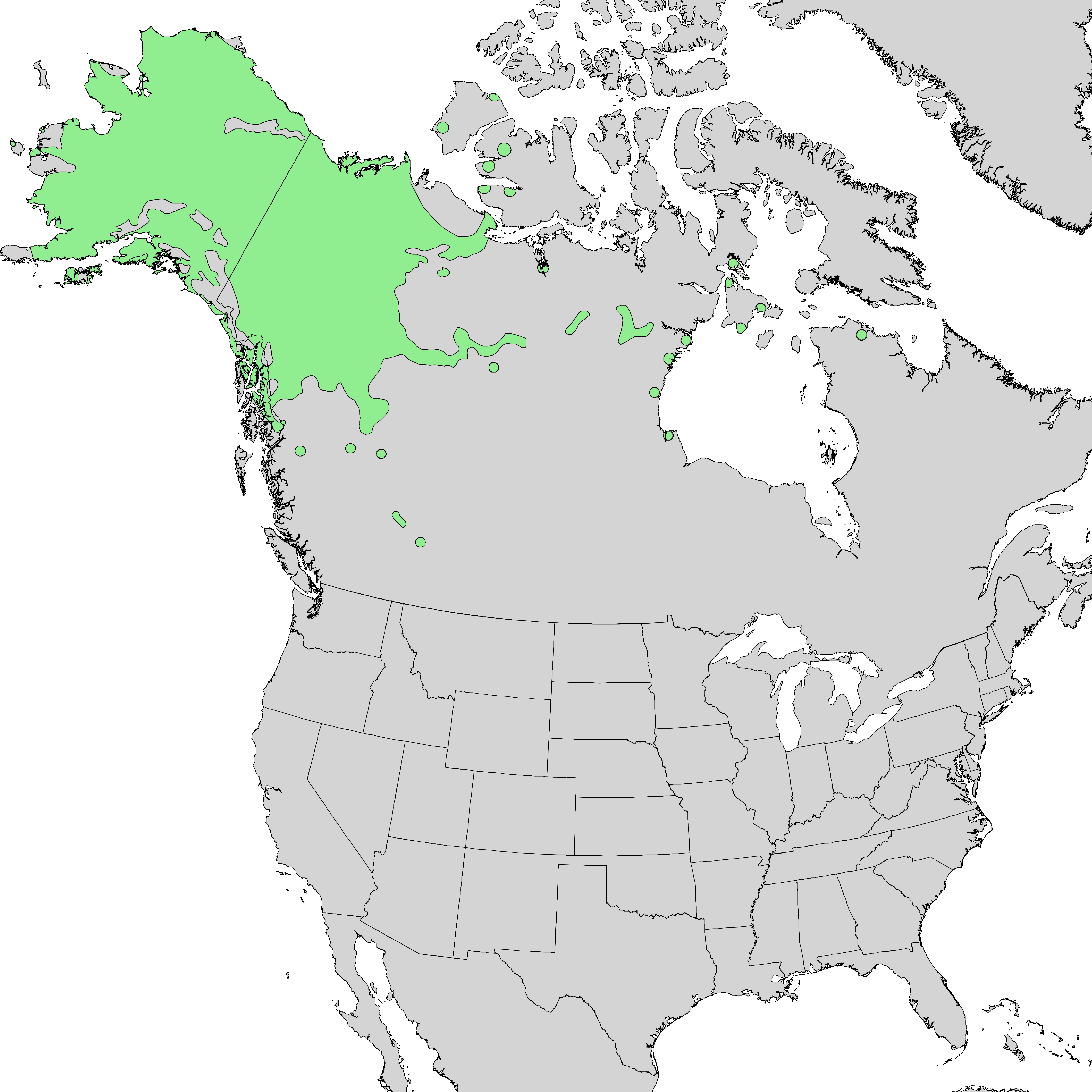
Aire de distribution de Salix alaxensis.

Salix alaxensis est originaire du nord du Canada et de l'Alaska.

## Description
Ce saule est un buisson ou un arbre pouvant atteindre 9 m de haut. Le diamètre du tronc va jusqu'à 18 cm. Dans un climat plus sévère, il se maintient à une taille plus réduite. La jeune écorce grise et lisse devient sillonnée et écailleuse avec l'âge. Les feuilles au revers soyeux mesurent jusqu'à 11 cm de long.
C'est le plus grand saule de l'archipel arctique canadien.

## Reproduction
Dioïque, l'espèce présente une inflorescence sous forme de chatons de 10 cm de long. Le fruit est une capsule. La graine est munie d'une enveloppe duveteuse qui l'aide à la dispersion grâce au vent et aux eaux courantes. Elle reste viable pendant environ une semaine mais elle germedans les 24 heures de son dépôt sur un sol humide. Elle germe difficilement sur sol sec ou litière forestière. La reproduction se fait également par éléments végétatifs. La plante peut se marcotter ou se bouturer quand des morceaux de rameaux sont brisés et déposés sur la terre ou même sur d'autres plantes.

## Écologie
Dans son environnement, c'est l'espèce dominante parmi les autres saules. Dans son habitat, on trouve également le Saule de Bebb (S. bebbiana), le Saule glauque (S. glauca), le Saule sitka (S. sitchensis), le Saule brillant (S. lucida), barren-ground willow (S. brachycarpa), et le Saule hasté (S. hastata). Il pousse le long des rivières, ruisseaux et lacs, dans les zones forestières mais ne tolère pas l'ombre. Aussi, il prolifère surtout en zones ouvertes. Comme il germe rapidement, il colonise les secteurs perturbés tels les rivages récemment inondés ou des lieux dégagés par le retrait des glaciers. L'arbre pousse en premier dans les successions colonisatrices du terrain et, quelques décades plus tard, , les zones sont envahies par des peupliers ou d'autres arbres faisant de leur habitat de nouvelles forêts.
L'espèce résiste au feu et se régénère après les incendies. Le vent disperse les graines sur les sols nus ; elles peuvent facilement coloniser les zones atteintes .

## Utilisations
Les natifs nord-américains utilisaient cette plante et d'autres de la même famille pour se soigner, fabriquer des paniers tressés en vannerie, des arcs et des flèches et des pièges pour attraper des animaux.
Sur les sites perturbés, on l'utilise pour reconstituer des berges ou stabiliser les sols, par exemple après la mise en place de pipelines. Des cultivars ont été développés tel 'Rhode', employé dans des actions de revitalisation. Des boutures ou directement des branches peuvent être plantés dans le sol et prendre facilement racine.
Dans le nord de l'Alaska, c'est parfois aussi le seul combustible.
L'Élan  est particulièrement friand de ce végétal, pliant vers lui des branches allant jusqu'à 4 m et mangeant 90 % des brindilles directement sur l'arbre. Dans certaines régions du nord de l'Alaska, cette plante produit 95 % de la nourriture des élans en hiver. C'est aussi la nourriture préférée du lièvre d'Amérique.